# Заозерье (Руднянский район)
Заозерье — деревня в Смоленской области России, в Руднянском районе. Расположена в западной части области в 8,5 км к северо-востоку от Рудни, в 1,5 км западнее автодороги Р130 Рудня — Демидов, на южном берегу озера Большое Рутавечь. Население — 123 жителя (2007 год). Входит в состав Переволочского сельского поселения. 

## Достопримечательности
В окрестностях деревни на берегах озера Большое Рутавечь и реки Рутавечь комплекс памятников археологии:
- Стоянка эпохи неолита на левом берегу реки в 100 м от истока. Относится к IV — III тысячелетию до н. э.
- Стоянка бронзового века II тысячелетия до н. э. на левом берегу реки в 200 м от истока.
- Селище III – VIII века н. э. на расстоянии 450 м от истока реки. До VIII века использовалось тушемлинскими племенами, с VIII века по XII век, было заселено кривичами.
- Селище X – XIII века на северном берегу озера.
- Могильник V – VII века на высоком берегу озера.
- Курганная группа (90 курганов) на территории селищ.